# Zeche Hülsiepenbank
Die Zeche Hülsiepenbank in Hattingen-Niederstüter ist ein ehemaliges Steinkohlenbergwerk. Die Zeche war auch unter den Namen Zeche Hüllsiepenbank, Zeche Hülfssiepenbank, Zeche Hülssiepenbank oder Zeche Hülssieperbank bekannt. Das Bergwerk befand sich südlich der heutigen Straßenkreuzung Am Wasserturm und Im Hüllsiepen.

## Bergwerksgeschichte
Am 23. September des Jahres 1684 wurde ein Längenfeld verliehen. In den Jahren 1754 und 1755 wurde das Bergwerk, bedingt durch Absatzmangel, in Fristen gelegt. In den Jahren 1758 und 1759 war das Bergwerk nachweislich in Betrieb. Im Jahr 1796 waren die Schächte Liethmann (Schacht 3) und Spartmann (Schacht 4) in Betrieb. Im Jahr 1800 waren die Schächte Cairo und Diederich in Betrieb. Im Jahr 1805 war Schacht Elisabeth und im Jahr 1808 war Schacht Moritz in Betrieb. Im Jahr 1810 war Schacht Pluto in Förderung. Ab Februar des Jahres 1812 war die Zeche Hülsiepenbank außer Betrieb. 
Im Jahr 1873 wurde die Zeche erneut in Fristen gelegt und im darauffolgenden Jahr war sie wieder in Betrieb. Ab dem 3. Quartal des Jahres 1875 wurde die Zeche Hülsiepenbank wieder stillgelegt. Ab dem Jahr 1893 wurde die Belegschaft auf der Zeche Hoffnungsthal angelegt. Am 1. September des Jahres 1897 konsolidierte die Zeche Hülsiepenbank zur Zeche Hoffnungsthal.

### Belegschaft und Förderung
Die ersten Förderzahlen sind aus dem Juli des Jahres 1796 belegt, es wurden 456 Ringel Steinkohle gefördert. Die ersten Belegschaftszahlen stammen aus dem Jahr 1800, in diesem Jahr waren vier Bergleute auf dem Bergwerk beschäftigt. Im Jahr 1805 wurden 10.851 Ringel Steinkohle gefördert. Im Jahr 1808 sank die Förderung auf 8288 Ringel Steinkohle. Im Jahr 1874 wurden 624 Tonnen gefördert. Im Jahr darauf stieg die Förderung an auf 1198 Tonnen. Im Jahr 1891 wurden mit fünf Bergleuten 804 Tonnen Steinkohle gefördert. Die letzten Förderzahlen sind aus dem Jahr 1892 belegt. In diesem Jahr wurden mit zehn Bergleuten 2364 Tonnen Steinkohle gefördert.

## Heutiger Zustand
Noch heute erinnert die Straße Im Hüllsiepen in Hattingen-Niederstüter an die Zeche Hülsiepenbank.